# Turism i Kroatien
Med Kroatiens geografiska placering kan turister ta del av det centraleuropeiska klimatet och Medelhavet. Kroatien är känt för den vackra naturen och den 1 777 km långa kusten med så många som 1185 öar. Under året har Kroatien ca 2 600 soltimmar. Det gör Kroatien till ett av de soligaste länderna i Europa. Turismen i Kroatien är en stor industri. År 2010 hade Kroatien nästan 11 miljoner turister. Turismen bidrog år 2010 till BNP med 14,5 miljarder dollar vilket är 24,8 % av landets BNP.
Det kroatiska inlandet, förutom Zagreb, Varaždin och en mängd medeltida fästningar, har inte lika mycket attraktioner som andra delar av Kroatien. Kroatien har åtta nationalparker, elva naturområden och två naturreservat. Landet har sju platser som är med på Unescos världsarvslista. Utmed kusten finns det mängder med olika turistattraktioner.
Det Kroatiska turistrådets slogan är Medelhavet som det en gång var.

## Olika områden
Kroatiska turistrådet delar upp Kroatien i tio olika turistområden. Dessa är Lika - Karlovac, Dalmatien - Zadar, Dalmatien - Šibenik, Dalmatien - Split, Dalmatien - Dubrovnik, Istrien, Kvarner, mellersta Kroatien, Slavonien och Zagreb.  

### Istrien
Halvön Istrien har den bäst utbyggda turistinfrastrukturen i Kroatien. Den västra sidan av Istrien har många gamla städer från romartiden, däribland Poreč med Eufrasiusbasilikan som är upptagen på Unescos världsarvslista och Pula som har en populär amfiteater. Det istriska inlandet domineras av ett grönt skogslandskap med små byar som Motovun. Ögruppen Brijuni utanför Pula, som är en av nationalparkerna i Kroatien, är en plats där turister kan få ta del av lyxturism.

### Dalmatien - Zadar
Den här regionen är ett seglarparadis med Kornati nationalparks flera hundra mestadels obebodda öar. Zadar är en stad med många romerska monument. Det finns även flera små resmål utmed kusten. Inåt landet hittas ett mer kuperat och bergigt landskap med Paklenica som höjdpunkt. Ön Pag med staden Novalja är ett bra val för den som är ute efter fest.

### Dalmatien - Šibenik
Den här regionen är även ett populärt område för segling med mängder av öar. I Šibenik finns bland annat Sankt Jakobs katedral. Inåt landet finns Krka nationalpark med dess vackra vattenfall och kloster. Staden Knin ligger även i regionen.

### Dalmatien - Split
Utmed kusten finns bland annat de stora öarna Hvar och ön Brač med turistorten Bol. Kroatiens näst största stad Split ligger i denna region. I Split finns det många arv från den romerska tiden, som till exempel Diocletianus palats.

### Dalmatien - Dubrovnik
Dubrovnik är ett av Kroatiens mest populära turistmål. Regionen har även flera attraktiva öar som till exempel Korčula och nationalparken Mljet.

### Kvarner
Kvarner är en stor bukt med vackra vyer som domineras av höga berg invid havet med utsikt över ett dussintal stora öar, däribland Krk. Populära resmål är Opatija och Lovran som har starka influenser från 1800-1900-talet då den österrikisk-ungerska aristokratin uppförde villor och semestrade här. Även de av venetianerna influerade öarna Rab och Lošinj är populära resmål.

### Mellersta Kroatien
En av de mest intressanta delarna av denna region ligger i norr. Här ligger den gamla staden Varaždin och det kuperade området Zagorje som har mängder med spa-anläggningar och gamla fästningar. Förutom gamla stan i Varaždin och kurorterna Krapinske Toplice och Varaždinske Toplice hör slotten Trakošćan och Veliki Tabor till de främsta sevärdheterna i norr. I den södra delen av denna region ligger naturparken Lonjsko polje. Här går det även att se resterna av Jasenovac koncentrationsläger och besöka museet som ligger i anslutning till det forna lägret. Den sydvästra delen är känd för sin skog och vildmark. Även här finns många kulturella byggnader och kyrkor i barockstil.

### Slavonien
I Slavonien finns naturparken Kopački rit, en stor träskmark med stor variation i faunan, särskilt vad gäller fåglar. Några av de större städerna är områdets kulturella centrum Osijek, Vukovar och Đakovo.

### Zagreb
Zagreb är Kroatiens huvudstad. Den har en centraleuropeisk prägel och påminner om Prag och Budapest. Gamla stan Gornji grad (Övre staden) är välbevarad och utgör den äldsta stadsdelen. Stadens centrum är från 1800-talet. Zagreb är även Kroatiens kulturella centrum med mängder av museer och andra kulturella aktiviteter.

## Unescos världsarvslista
Kroatien har sju platser på Unescos världsarvslista
- Diocletianus palats
- Dubrovnik
- Eufrasiusbasilikan
- Nationalparken Plitvicesjöarna
- Sankt Jakobs katedral, Šibenik
- Stari Grad
- Trogir